# Tripterygion
Tripterygion is een geslacht van straalvinnige vissen uit de familie van de drievinslijmvissen (Tripterygiidae). Het geslacht is in 1827 benoemd door Antoine Risso.

## Soorten
- Tripterygion delaisi Cadenat & Blache, 1970
- Tripterygion melanurum Guichenot, 1850
- Tripterygion tartessicum Carreras-Carbonell, Pascual & Macpherson, 2007
- Tripterygion tripteronotum (Risso, 1810)